# Флаг Саравака
Флаг штата Саравак — был принят 31 августа 1988 года. На жёлтом полотнище изображены две параллельные (красная и чёрная) диагональные полосы, проведённые из левого верхнего угла в противоположный и жёлтая девятиконечная звезда.

## История
- Эймс Брук, первый раджа Саравака, использовал крест Святого Георгия, как государственный флаг.
- В 1845 году было принято решеие о создании нового флага штата, но новый флаг был принят лишь 21 сентября 1848 года. На жёлтом фоне находился крест, у которого левая половина синяя, а правая половина красная. В центр креста была помещена корона.
- 7 мая 1870 года, синяя половина креста  была изменена на черную вторым Раджой Чарльзом Бруком, флаг был поднят 26 сентября того же года.
- С 1946 года по 1963 год использовался Колониальный флаг (Blue Ensign с гербом Саравака).
- В 1963 году был восстановлен предыдущий флаг.
- Но и он долго не продержался, его заменили всего через десятилетие в 10-ю годовщину основания Саравака на флаг, который назывался Трисакти и походил на флаг Чехии. Значение цветов Трисакти: синий треугольник означает единство народа Саравак, красный означает мужество и упорство, и белый означает честность и чистоту.
- Он использовался до 1988 г., когда к 25-й годовщине независимости Малайзии вместе с новым гимном был принят нынешний флаг.

### Галерея
- 1841—1848 
См. также Флаг Англии
- 1848—1870
- 1870—1946
- 1946—1963
- 1963—1973
- 1973—1988
- с 1988

## Значения
Жёлтый цвет указывает на первенство закона, порядка и единства. Чёрный цвет представляет природные ресурсы, которые являются основой развития прогресса по мнению жителей штата. Красный цвет символизирует смелость, мужество, решительность и жертвенность людей, их стремление к развитию страны, в которой они проживают. Звезда олицетворяет стремление жителей штата улучшить качество своей жизни; девять концов звезды означают девять районов штата, который является самым большим в Малайзии.